# Rajiv Malhotra

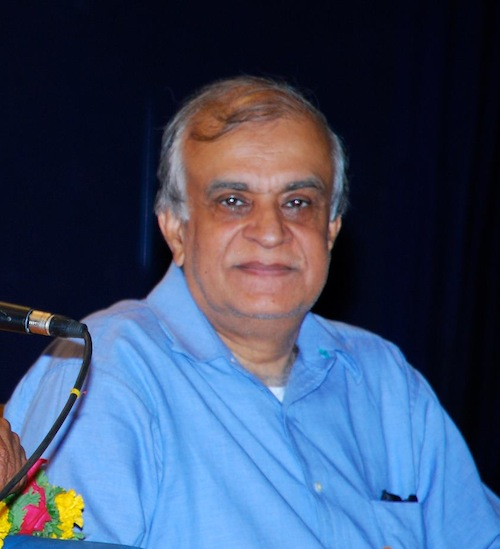
Rajiv Malhotra, 2013

Rajiv Malhotra (* 15. September 1950 in Neu-Delhi) ist ein bekannter Autor, der Bücher über Hinduismus schreibt und dabei hindunationalistische Standpunkte einnimmt. Außerdem ist er der Gründer der Infinity Foundation, welche zum Ziel hat, ein hindunationalistisches Hinduismusverständnis zu verbreiten.

## Standpunkte
In seinen Schriften wirft er „dem Westen“ und insbesondere „westlichen“ Forschern vor, den indischen Staat destabilisieren zu wollen. Das geschehe vor allem durch die europäisch-westliche Misinterpretation des Hinduismus in akademischen Kreisen. Malhotra beansprucht dabei eine indische Deutungshoheit über den Hinduismus und delegitimiert dabei die „westliche“ akademische Südasienwissenschaft. Ähnliche Standpunkte werden auch von hindunationalistischen Akademikern wie S. N. Balangangadara eingenommen; Malhotra nimmt allerdings an diesem Diskurs trotz seiner ausgiebigen publizistischen Aktivität nicht als Akademiker, sondern als Mäzen der Hindutva-Bewegung teil.
Die von ihm begründete Infinity Foundation will nach eigener Aussage der fälschliche Darstellung von Hinduismus entgegenwirken. Wissenschaftler aus den Disziplinen der Südasienstudien erkennen in der Organisation jedoch einen Versuch, Forschung zum Hinduismus zu überwachen.

## Werke
- India and Globalization. In: Nagendra Rao (Hrsg.): Globalization, pre modern India. Daya Books, 2005.
- The axis of neo-colonialism. In: Indian Journals. Vol. 11, Nr. 3, 2007, ISSN 0971-8052 (englisch, indianjournals.com).
- American Exceptionalism and the Myth of the Frontiers. In: Rajani Kannepalli Kanth (Hrsg.): The Challenge of Eurocentrism: Global Perspectives, Policy, and Prospects. Palgrave Macmillan, 2009, ISBN 978-0-230-61227-3.
- Breaking India: Western Interventions in Dravidian and Dalit Faultlines. Amaryllis 2011, ISBN 978-81-910673-7-8
- Being Different: An Indian Challenge to Western Universalism. HarperCollins India 2011, ISBN 978-93-5029-190-0
- Vivekananda’s Ideas and the Two Revolutions in Western Thought. In: Vivekananda as the Turning Point. The Rise of a New Spiritual Wave. Pp. 559–583. Advaita Ashrama, 2013 (beingdifferentbook.com [PDF]).
- Indra’s Net: Defending Hinduism’s Philosophical Unity. HarperCollins India 2014, ISBN 978-93-5136-244-9

### Online-Werke
- Rajiv Malhotra (2002), RISA Lila - 1: Wendy's Child Syndrome
- Rajiv Malhotra (2003), Problematizing God’s Interventions in History